# Stanley Menzo
Stanley Menzo (Paramaribo, 15 oktober 1963) is een Nederlands voetbaltrainer en voormalig doelman in het betaald voetbal.

## Voetbalcarrière

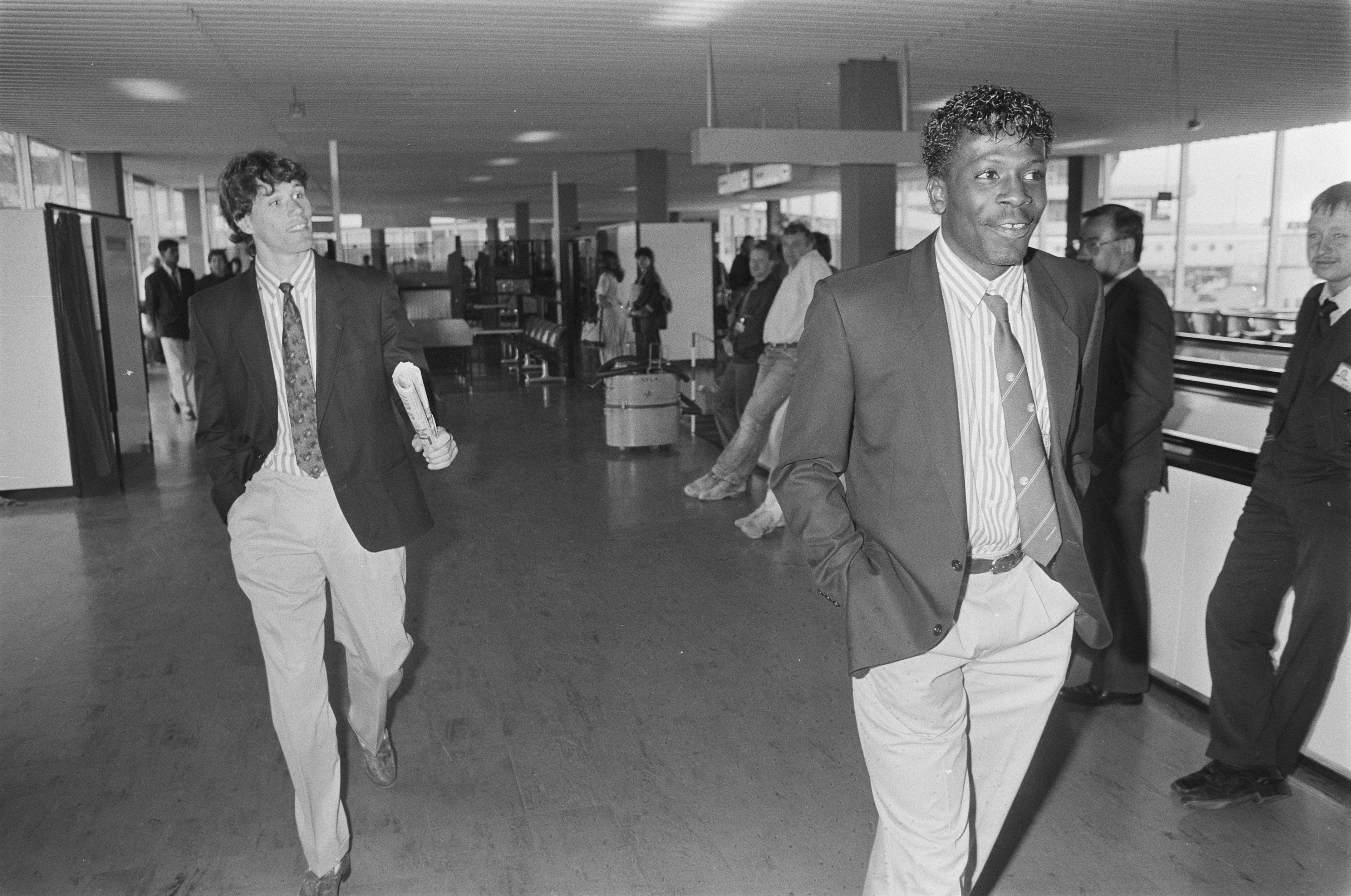
11-5-1987. Vertrek Ajax naar Athene voor Europacup II-finale tegen Lokomotiv Leipzig. Marco van Basten en Stanley Menzo (rechts) op Schiphol.

Op 7-jarige leeftijd kwam Menzo naar Nederland. Hij begon op 9-jarige leeftijd bij de Amsterdamse club TWD/Centrum als laatste man. Hij werd doelman bij de club die in 1974 tot FC Amstelland fuseerde en maakte in 1980 de overstap naar AVV Zeeburgia. Al snel kwam hij toen bij het naburige AFC Ajax terecht (1982). Menzo begon zijn carrière bij Ajax in het seizoen 1982/83 op 15 september 1982, tijdens het Europa Cup I-duel Celtic Glasgow-Ajax (2-2) als reserve op de bank voor doelman Hans Galjé, die de door griep gevelde eerste doelman Piet Schrijvers verving. Menzo kreeg zijn eerste prof-contract bij Ajax echter pas met ingang van het seizoen 1983/84, met ingang van 1 juli 1983. Hij debuteerde echter op 11 september 1983 (FC Den Bosch-Haarlem) in het betaald voetbal bij Haarlem, dat hem voor vier maanden had gehuurd (1 september tot en met 31 december 1983). Tussen 15 april en 13 mei 1984, onder trainer Aad de Mos, speelde Menzo als tijdelijke vervanger voor Hans Galjé zijn eerste wedstrijden voor Ajax, namelijk de laatste zes competitieduels van het seizoen 1983/84. Zijn tweede en beste wedstrijd was op 21 april 1984, Ajax-PSV (1-0). Het seizoen 1984-1985 was Menzo, - met uitzondering van de laatste twee competitieduels -  weer reservekeeper, ondanks zijn positie als eerste doelman op de selectie-foto 1984/85, genomen eind juli 1984. De opvolger van de ontslagen De Mos, Johan Cruijff, koos in de zomer van 1985, in het begin van het seizoen 1985/86, definitief voor Menzo, omdat hij volgens hem een van de eerste keepers was die kon 'meevoetballen'.
Menzo was bijna acht jaar lang eerste keeper van Ajax. Hij verloor zijn basisplaats bij Ajax onder trainer Louis van Gaal in het seizoen 1992-1993 aan Edwin van der Sar na de UEFA Cupwedstrijd tegen AJ Auxerre in maart 1993; hij maakte een eigen doelpunt en had schuld aan een ander. In het seizoen 1993-1994 speelde hij uitsluitend de twee laatste competitiewedstrijden van Ajax, dat reeds kampioen was. De eerste werd gewonnen tegen SC Heerenveen, de laatste ging verloren tegen Willem II. Medio 1994 verhuisde Menzo naar PSV, als opvolger van Hans van Breukelen wiens contract eerder dat jaar niet werd verlengd. Hoewel hij begon als eerste keeper, verloor hij hier al snel zijn basisplaats aan Ronald Waterreus. Vervolgens speelde hij succesvol voor het Belgische K. Lierse SK waarmee hij, onder leiding van Eric Gerets, kampioen van België werd. Een uitstapje naar het Franse Girondins de Bordeaux was niet succesvol en na een half seizoen keerde Menzo weer terug naar Lier. Met Lierse SK won hij onder leiding van Walter Meeuws, die tussen juli 1984 en september 1985 samen met Menzo bij Ajax had gespeeld, de Belgische beker. In 1999 keerde hij, als tweede keeper achter Fred Grim, terug bij Ajax, waar hij in 2000 zijn professionele carrière moest afsluiten vanwege een blessure.
Menzo speelde in zijn carrière meer dan 350 wedstrijden op het hoogste niveau, voornamelijk voor Ajax. Hij kwam zes keer uit voor het Nederlands Elftal, waar hij in zijn beste tijd Hans van Breukelen voor zich had. Toen deze stopte werd Menzo eerste keeper, maar hij verloor al snel zijn plaats aan Ed de Goeij van Feyenoord.
Stanley Menzo was in 1989 een van de voetballers die met het Kleurrijk Elftal een toernooi in Suriname zouden spelen. Hij en Henny Meijer vlogen niet met de grote groep mee maar namen een eerdere vlucht; zo ontsnapten beiden aan de SLM-ramp.

## Trainerscarrière
Na zijn professionele carrière te hebben beëindigd in juni 2001, ging Menzo keepen bij de ambitieuze amateurs van AGOVV,waarmee hij ook kampioen werd van de Hoofdklasse C en later ook nog algeheel amateurkampioen van Nederland werd. Aan het einde van het seizoen 2001-2002 vertrok trainer Peter Bosz en werd Menzo voor het seizoen 2002-2003 naast keeper ook benoemd als de nieuwe trainer van de club uit Apeldoorn.
Nadat de Apeldoornse club in het seizoen 2003-2004 naar het profvoetbal terugkeerde, ging de niet-gediplomeerde Menzo aan de slag bij de amateurs van het Amsterdamse AFC en werd in 2004 keeperstrainer bij het Nederlands Elftal. In mei 2004 werd Menzo toegelaten tot de cursus Coach Betaald Voetbal. In februari 2005 werd Menzo benoemd tot de nieuwe trainer van AGOVV Apeldoorn voor het seizoen 2005-2006. Menzo volgde Jurrie Koolhof op als trainer van de club uit de Eerste divisie. Na het KNVB-examen te hebben volbracht in mei 2005, mocht Menzo zich ook officieel gediplomeerd Coach Betaald voetbal noemen en de baan officieel aanvaarden.
In juni 2006 werd hij benoemd tot hoofdtrainer van FC Volendam, als opvolger van de naar NAC vertrokken Ernie Brandts. Hij legde hiervoor zijn werkzaamheden als keeperstrainer van het Nederlands elftal neer. Op 18 april 2008 haalde Menzo zijn eerste prijs als hoofdtrainer in het betaald voetbal binnen, hij won met FC Volendam de titel in de Jupiler League. Hij had echter in februari al besloten zijn aflopende contract bij de club niet te verlengen, omdat hij zich zelf rijp achtte voor een nieuwe uitdaging.
Menzo was hierop lange tijd in de race om bondscoach te worden van Ghana, maar dit ketste af op zijn gebrek aan internationale ervaring. Hierdoor startte hij het seizoen 2008-2009 zonder club. Nadat Jurrie Koolhof na zes wedstrijden werd ontslagen, nam hij op 20 september 2008 het trainerschap van Cambuur Leeuwarden van hem over. Menzo tekende een contract tot het einde van het seizoen. Na een succesvol seizoen werd het contract, na lange onderhandelingen over het salaris, verlengd met 1 jaar. Eind oktober 2010 nam hij ontslag bij Cambuur. Een maand later stond Menzo samen met Albert Capellas als assistent-trainer onder contract bij Vitesse, aanvankelijk onder hoofdtrainer Albert Ferrer. In de zomer van 2011 werd Ferrers contract niet verlengd vanwege tegenvallende resultaten. Vervolgens werkte hij in het seizoen 2011/2012 onder John van den Brom en in het seizoen 2012/2013 onder Fred Rutten. In mei 2013 tekende Menzo een contract voor twee seizoenen bij zijn ex-club Lierse SK. In het eerste seizoen bij Lierse eindigde de ploeg op de twaalfde plaats. In zijn tweede seizoen bij Lierse werd hij al na zes speelronden ontslagen, de ploeg stond toen op een tegenvallende laatste plaats. Zijn taken werden tijdelijk overgenomen door de assistent-trainers Alfons Arts en Daniel Simmes, die werden opgevolgd door Slaviša Stojanovič, deze werd in januari 2015 eveneens aan de kant gezet.
Op 21 december 2014 werd bekend dat Menzo een contract heeft getekend bij AFC en daar het seizoen afmaakt als hoofdcoach.
Op 7 april 2016 werd bekend dat Menzo was aangesteld als hoofd jeugdopleiding bij Ajax Cape Town. De voormalig trainer van AFC en FC Volendam begon per direct in Zuid-Afrika. In oktober 2016 promoveerde hij, na het ontslag van Roger de Sá, tot hoofdtrainer. In december 2017 werd zijn contract, in onderling overleg, per direct ontbonden.
Sinds januari 2019 is Menzo in dienst bij Beijing Guoan als hoofdtrainer van het tweede elftal. In maart 2021 werd bekend dat hij door de Arubaanse Voetbal Bond is aangesteld als technisch manager en interim-bondscoach van het nationale elftal van Aruba.
In januari 2022 werd hij door de Surinaamse Voetbal Bond gecontracteerd als bondscoach van het Surinaams voetbalelftal. Menzo maakte in augustus 2022 bekend per 1 september te stoppen als bondscoach vanwege een – naar eigen zeggen lucratief – aanbod uit het buitenland. Eind augustus 2022 werd hij aangesteld als hoofdtrainer van het Chinese Beijing Guoan. Na tien maanden verbrak de club het contract.
In maart 2024 keerde hij terug als trainer van het Surinaams elftal, als opvolger van Aron Winter die hem ervoor had opgevolgd. Op zijn verjaardag 15 oktober 2024 kopte Starnieuws "Jarige Menzo krijgt historisch cadeau" omdat hij het nationale elftal voor het eerst in de geschiedenis naar de halve finale van de CONCACAF Nations League coachte.

## Statistieken
| Seizoen                       | Club               | Functie              | Competitie            | Eindstand competitie          |
| ----------------------------- | ------------------ | -------------------- | --------------------- | ----------------------------- |
| 2002/03                       | AGOVV Apeldoorn    | Hoofdtrainer         | Zondag Hoofdklasse B  | 3                             |
| 2003/04                       | AFC                | Hoofdtrainer         | Zondag Hoofdklasse A  | 3                             |
| 2004/05                       | AFC                | Hoofdtrainer         | Zondag Hoofdklasse A  | Nam ontslag in februari       |
| 2004/05                       | Nederlands Elftal  | Keeperstrainer       | -                     | -                             |
| 2004/05 (vanaf februari 2005) | AGOVV Apeldoorn    | Hoofdtrainer         | Jupiler League        | 10                            |
| 2005/06                       | AGOVV Apeldoorn    | Hoofdtrainer         | Jupiler League        | 10                            |
| 2006/07                       | FC Volendam        | Hoofdtrainer         | Jupiler League        | 5                             |
| 2007/08                       | FC Volendam        | Hoofdtrainer         | Jupiler League        | 1                             |
| 2008/09 (vanaf september)     | Cambuur Leeuwarden | Hoofdtrainer         | Jupiler League        | 3                             |
| 2009/10                       | Cambuur Leeuwarden | Hoofdtrainer         | Jupiler League        | 2                             |
| 2010/11                       | Cambuur Leeuwarden | Hoofdtrainer         | Jupiler League        | Nam ontslag op 27 oktober     |
| 2010/11                       | Vitesse            | Assistent-trainer    | Eredivisie            | 15                            |
| 2011/12                       | Vitesse            | Assistent-trainer    | Eredivisie            | 7 (6 na Play-offs)            |
| 2012/13                       | Vitesse            | Assistent-trainer    | Eredivisie            | 4                             |
| 2012/13                       | Jong Vitesse       | Beloftentrainer      | Beloften Eredivisie   | 10                            |
| 2013/14                       | Lierse SK          | Hoofdtrainer         | Jupiler Pro League    | 12                            |
| 2014/15                       | Lierse SK          | Hoofdtrainer         | Jupiler Pro League    | Ontslagen op 31 augustus 2014 |
| 2014/15                       | AFC                | Hoofdtrainer         | Zondag topklasse      | 10                            |
| 2016/17                       | Ajax Cape Town     | Hoofd jeugdopleiding | Premier Soccer League | -                             |
| 2016/17 (vanaf oktober)       | Ajax Cape Town     | Hoofdtrainer         | Premier Soccer League | 10                            |
| 2017/18                       | Ajax Cape Town     | Hoofdtrainer         | Premier Soccer League | Nam ontslag op 21 december    |

## Erelijst
Als speler
 Ajax
- UEFA Cup: 1991/92
- European Cup Winners Cup: 1986/87
- Eredivisie: 1984/85, 1989/90, 1993/94
- KNVB beker: 1985/86, 1986/87, 1992/93
- Nederlandse Supercup: 1993

 PSV
- KNVB beker: 1995/96

 Lierse SK
- Eerste klasse: 1996/97
- Beker van België: 1998/99

 AGOVV
- Zondag Hoofdklasse C: 2002
- Algemeen zondagkampioenschap: 2002
- Algeheel amateurkampioen: 2002

Als trainer
 FC Volendam
- Eerste divisie: 2007/08

Individueel als speler
- Nederlands keeper van het jaar: 1990
- Belgisch keeper van het jaar: 1997